# سهره سینه‌زرشکی
سهره سینه‌زرشکی (نام علمی: Rhodospingus cruentus) نام یک گونه از تیره فرخنده است.